# 弗朗西斯·泰勒
弗朗西斯·泰勒（英語：Francis Tyler，1904年12月11日—1956年4月11日），美国男子雪车运动员。他曾代表美国参加1936年和1948年冬季奥林匹克运动会雪车比赛，其中1948年冬季奥运会获得一枚金牌。